# 斎藤修 (一橋大学)
斎藤 修（さいとう おさむ、1946年 - ）は、日本の経済学者。専門は比較経済史、歴史人口学。一橋大学名誉教授、アメリカ芸術科学アカデミー外国人名誉会員、日本学士院会員。
埼玉県秩父郡生まれ、東京都大田区出身。速水融門下で、慶應義塾大学助教授、一橋大学教授、ケンブリッジ大学客員教授、慶應義塾大学特別招聘教授、一橋大学特任教授等を歴任。2010年日本学士院賞および紫綬褒章受章、2014年文化功労者、2019年瑞宝重光章受章。

## 略歴
- 1961年 慶應義塾普通部卒業
- 1964年 慶應義塾高等学校卒業
- 1968年 慶應義塾大学経済学部卒業
- 1973年 慶應義塾大学大学院博士課程単位取得退学
- 1970年 慶應義塾大学経済学部助手 就任
- 1979年 慶應義塾大学経済学部助教授 就任
- 1982年 一橋大学経済研究所助教授 就任
- 1987年 慶應義塾大学より経済学博士の学位を取得[3]
- 1987年 一橋大学経済研究所教授 就任
- 2000年 一橋大学経済研究所所長（2002年まで）
- 2003年 一橋大学における21世紀COEプログラム「社会科学の統計分析拠点」拠点リーダー 就任
- 2004年 一橋大学附属図書館長兼社会科学古典資料センター長 就任
- 2006年 一橋大学学長補佐 就任
- 2009年3月 一橋大学定年退職
- 2009年4月 一橋大学名誉教授
- 2009年9月 - 2010年7月 ケンブリッジ大学リーヴァヒューム客員教授
- 2011年4月 - 2012年3月 一橋大学経済研究所客員教授
- 2012年4月 - 2014年3月 一橋大学経済研究所非常勤研究員
- 2013年 国立大学法人お茶の水女子大学監事
- 2013年11月 - 2014年3月 一橋大学経済研究所特任教授
- 2014年 慶應義塾大学経済学部特任教授、慶應義塾大学経済学部特別招聘教授
- 2014年4月 - 2016年3月 一橋大学経済研究所非常勤研究員
- 2014年12月 - 2015年3月 一橋大学経済研究所特任教授[4]
- 2014年12月 日本学士院会員[5]
- 2015年12月 - 2016年3月 一橋大学経済研究所世代間問題研究機構特任教授
- 2016年4月 - 2020年3月 一橋大学経済研究所非常勤研究員[6]
- 2018年4月 - 2020年3月 一橋大学経済研究所特任教員／客員教員[6]
- 2018年5月 - アメリカ芸術科学アカデミー外国人名誉会員[7]

この間シェフィールド大学Jerwood Fellowやイギリス経済社会学術評議会 (ESRC) ケンブリッジ人口史グループ客員研究員等も歴任。

## 学会活動
- 1996年から2001年まで国際人口学連合 (International Union for the Scientific Study of Population) 歴史人口学委員会委員長
- 元社会経済史学会代表理事
- 日本人口学会理事
- 国際経済史学会 (International Economic History Association) 理事

## 受賞・叙勲歴
- 1986年、『プロト工業化の時代』でサントリー学芸賞
- 2010年、日本学士院賞[2]
- 2010年、紫綬褒章[8]
- 2014年、文化功労者[9]
- 2019年、瑞宝重光章[10][11]

## 著書

### 単著
- 『プロト工業化の時代――西欧と日本の比較史』（日本評論社, 1985年）
- 『商家の世界・裏店の世界――江戸と大阪の比較都市史』（リブロポート, 1987年）
- 『比較史の遠近法』（NTT出版, 1997年）
- 『賃金と労働と生活水準――日本経済史における18-20世紀』（岩波書店, 1998年）
- 『江戸と大阪――近代日本の都市起源』（NTT出版, 2002年）
- 『比較経済発展論――歴史的アプローチ』（岩波書店, 2008年）
- 『プロト工業化の時代：西欧と日本の経済史』（岩波書店, 2013年）
- 『環境の経済史――森林・市場・国家』（岩波書店, 2014年）

### 編著
- 『家族と人口の歴史社会学――ケンブリッジ・グループの成果』（リブロポート., 1988年）

### 共編著
- （安場保吉）『プロト工業化期の経済と社会：国際比較の試み』（日本経済新聞社, 1983年）
- （速水融・杉山伸也ほか）『徳川社会からの展望：発展・構造・国際関係』（同文館出版, 1989年）
- （新保博）『日本経済史(2)近代成長の胎動』（岩波書店, 1989年）
- （西川俊作・尾高煌之助）『日本経済の200年』（日本評論社, 1996年）
- Population and Economy: From Hunger to Modern Economic Growth, co-edited with T. Bengtsson, (Oxford University Press, 2000).
- （見市雅俊・脇村孝平・飯島渉）『疾病・開発・帝国医療――アジアにおける病気と医療の歴史学』（東京大学出版会, 2001年）
- The Economic History of Japan 1600-1990, vol. 1: Emergence of Economic Society in Japan, 1600-1859, co-edited with Akira Hayami and Ronald P. Toby, (Oxford University Press, 2004).
- （高山憲之）『少子化の経済分析』（東洋経済新報社, 2006年）
- （西川俊作著）『長州の経済構造：1840年代の見取り図』（東洋経済新報社, 2012年）
- （西川俊作著・牛島利明編）『数量経済史の原点：近代移行期の長州経済』（慶應義塾大学出版会, 2013年）

### 訳書
- R・G・ウィルキンソン『経済発展の生態学――貧困と進歩』（安元稔・西川俊作との共訳, 筑摩書房, 1975年）
- マッシモ・リヴィ-バッチ『人口の世界史』（速水融との共訳, 東洋経済新報社, 2014年）